# Randal Kleiser
Randal Kleiser, född 20 juli 1946 i Philadelphia, Pennsylvania, är en amerikansk filmregissör och manusförfattare. 
Kleiser studerade vid University of Southern California, där han bland annat medverkade i George Lucas kortfilm Freiheit (1966). Han tog examen 1968 men återvände sedan för att ta masterexamen. I samband med det regisserade han kortfilmen Peege (1972), som vann flera priser. Under 1970-talet regisserade han en rad tv-filmer (bland annat Pojken i plastbubblan (1976, med John Travolta) och The Gathering (1977), för vilken han nominerades till en Emmy Award, och avsnitt av tv-serier. Han långfilmsdebuterade med musikalfilmen Grease (1978). Därefter gjorde han de sexuellt utmanande filmerna Den blå lagunen (1980) och Summer Lovers (1982), samt Grandview U.S.A. (1984), Borta med tiden (1986). Ingen av hans senare filmer har nått samma framgång som debutfilmen.